# Eschborn-Frankfurt 2021
De 58e editie van Eschborn-Frankfurt – ook bekend onder de namen Rund um den Henninger Turm en GP Frankfurt – was een eendaagse wielerwedstrijd voor mannen die werd verreden op 19 september 2021. De wedstrijd was onderdeel van de UCI World Tour 2021, en had de classificatie 1.UWT. Titelverdediger was Duitser Pascal Ackermann; hij werd opgevolgd door de Belg Jasper Philipsen.

## Deelnemers
| WorldTour                          | ProContinentaal           |
| ---------------------------------- | ------------------------- |
| AG2R-Citroën                       | Alpecin-Fenix             |
| Bahrain-Victorious                 | Arkéa Samsic              |
| BORA-hansgrohe                     | Bingoal Pauwels Sauces WB |
| Cofidis                            | B&B Hotels p/b KTM        |
| Intermarché-Wanty-Gobert Matériaux | Gazprom-RusVelo           |
| Israel Start-Up Nation             | Sport Vlaanderen-Baloise  |
| Lotto Soudal                       | Uno-X Pro Cycling Team    |
| Movistar Team                      |                           |
| Team BikeExchange                  |                           |
| Team Jumbo-Visma                   |                           |
| Team DSM                           |                           |
| Trek-Segafredo                     |                           |
| UAE Team Emirates                  |                           |

## Uitslag
| Rund um den Finanzplatz Eschborn-Frankfurt 2021 |                    |                                    |          |
| Plaats                                          | Naam               | Ploeg                              | Tijd     |
| Winnaar                                         | Jasper Philipsen   | Alpecin-Fenix                      | 4u28'03" |
| 2                                               | John Degenkolb     | Lotto Soudal                       | z.t.     |
| 3                                               | Alexander Kristoff | UAE Team Emirates                  | z.t.     |
| 4                                               | Andrea Pasqualon   | Intermarché-Wanty-Gobert Matériaux | z.t.     |
| 5                                               | Pascal Ackermann   | BORA-hansgrohe                     | z.t.     |
| 6                                               | Iván García        | Movistar Team                      | z.t.     |
| 7                                               | Christophe Laporte | Cofidis                            | z.t.     |
| 8                                               | Mike Teunissen     | Team Jumbo-Visma                   | z.t.     |
| 9                                               | Michael Matthews   | Team BikeExchange                  | z.t.     |
| 10                                              | Fred Wright        | Bahrain-Victorious                 | z.t.     |

Ronde van de Verenigde Arabische Emiraten ·
Omloop Het Nieuwsblad ·
Strade Bianche ·
Parijs-Nice · 
Tirreno-Adriatico · 
Milaan-San Remo ·
Ronde van Catalonië ·
Driedaagse Brugge-De Panne ·
E3 Saxo Bank Classic ·
Gent-Wevelgem ·
Dwars door Vlaanderen ·
Ronde van Vlaanderen ·
Ronde van het Baskenland ·
Amstel Gold Race ·
Waalse Pijl ·
Luik-Bastenaken-Luik ·
Ronde van Romandië ·
Ronde van Italië ·
Critérium du Dauphiné ·
Ronde van Zwitserland ·
Ronde van Frankrijk ·
Clásica San Sebastián ·
Ronde van Polen ·
Bretagne Classic ·
Benelux Tour ·
Ronde van Spanje ·
Eschborn-Frankfurt ·
Parijs-Roubaix ·
Ronde van Lombardije
Afgelaste wedstrijden: Tour Down Under · Great Ocean Road Race · EuroEyes Cyclassics · GP van Quebec · GP van Montreal · Ronde van Guangxi